# Гаудер, Хартвиг
Хартвиг Гаудер (10 ноября 1954, Файхинген-на-Энце — 22 апреля 2020, Эрфурт) — немецкий легкоатлет (спортивная ходьба), чемпион и призёр чемпионатов Европы, мира и Олимпийских игр, участник трёх Олимпиад, олимпийский рекордсмен.

## Биография
В 1981 году в Гренобле Гаудер стал чемпионом Европы в помещении в ходьбе на 5000 метров. В 1986 году в Штутгарте стал чемпионом континента в ходьбе на 50 км. В 1990 году на чемпионате Европы в Сплите на этой же дистанции стал бронзовым призёром. В 1987 году в Риме стал чемпионом мира на дистанции 50 км. Через четыре года в Токио Гаудер завоевал бронзу в этой же дисциплине. Был многократным победителем и призёром Кубка мира по спортивной ходьбе.
На летних Олимпийских играх 1980 года в Москве Гаудер стал чемпионом в ходьбе на 50 км, установив при этом олимпийский рекорд — 3:49,24. На Олимпиаде 1988 года в Сеуле Гаудер завоевал бронзовую медаль. Через четыре года в Барселоне Гаудер занял 6-е место.
В 1995 году у него была диагностирована вирусная инфекция сердца, ставшая причиной кардиомиопатии. Гаудер прожил несколько месяцев с искусственным сердцем, после чего ему пересадили донорское. После пересадки он несколько раз принимал участие в нью-йоркском марафоне. Однажды как участник с ограниченными возможностями он был дисквалифицирован за улучшение минимального времени. По одному из немецких телеканалов был показан документальный фильм, посвящённый его физической реабилитации. В 2003 году Гаудер поднялся на гору Фудзияма.
За несколько месяцев до смерти у него отказали почки и ему была назначена трансплантация. Затем у него была обнаружена бактериальная инфекция, что привело к проблемам в работе сердца. Гаудер скончался из-за сердечного приступа.
В 2016 году имя Гаудера было увековечено в Зале славы немецкого спорта.